# Beringomyia deprava
Beringomyia deprava là một loài ruồi trong họ Limoniidae. Chúng phân bố ở miền Cổ bắc.